# Hallaig
Hallaig es el poema más famoso de Somhairle MacGill-Eain, también conocido como Sorley MacLean, poeta escocés del siglo XX. Después de escribirlo, MacLean alcanzó la fama dentro del mundo anglófono. El poema estaba escrito originalmente en gaélico escocés ya que el autor nació en la isla Raasay, donde este idioma es el predominante. En el transcurso del tiempo, este poema ha sido traducido al inglés y al escocés de las Tierras Bajas. Una traducción reciente fue realizada por el irlandés ganador del Premio Nobel, Seamus Heany.  

## Contexto
El nombre del poema proviene de una comuna abandonada ubicada en la península sureste de la isla hébrida de Raasay, lugar de nacimiento del poeta. El asentamiento de Hallaig fue despoblado entre 1852 y 1854 y, debido a que los familiares de MacLean se vieron afectados con este suceso, el autor decidió suscitar a la comunidad de esta aldea abandonada en su poema. Éste refleja la naturaleza del tiempo y el impacto histórico del Desplazamiento forzado de población de las Tierras Altas escocesas del siglo XVIII (Highland Clearences en inglés) el que dejó un paisaje vacío poblado únicamente por los fantasmas de los desalojados y de los que fueron forzados a emigrar. 
Hallaig fue escrito en Edimburgo aproximadamente 100 años después de que se despoblara la isla Rasaay y fue publicado originalmente en la revista de habla gaélica Gairm (n.º 8, verano de 1954). 
El poema es notable por el despliegue de imágenes de la naturaleza y en este sentido rememora a Beinn Dorain de Duncan Ban MacIntyre, particularmente en sus referencias a los bosques y a los ciervos.

## Influencias culturales
Hallaig fue incorporado en la letra de la ópera de Peter Maxwell Daves, The Jacobite Rising. Además, ésta se puede escuchar, leída por el mismo MacLean, como parte de la canción “Hallaig” en el álbum Bothy Culture de Martyn Bennett.
En 1984, MacLean habló de manera extensa sobre su poema en el documental Hallaig: the Poetry and Landscape of Sorley MacLean (Hallaig: la poesía y el paisaje de Sorley MacLean en español) de Timothy Neat para RTÉ, el cual analizó la gran influencia que las canciones gaélicas tuvieron en él.
El poema inspiró a William Sweeney para producir una obra en órgano llamada “Hallaig 12” encargado para el concierto inaugural del Órgano Flentrop en la Catedral de Dunblane.
MV Hallaig fue el nombre escogido para el primer transbordador de vehículo de propulsión híbrida de Caledonian MacBrayne, el cual fue inaugurado en diciembre de 2012 y actualmente presta servicios para la ruta desde Sconcer a Raasay. 

## Análisis
Al analizar el poema en su versión en inglés (traducida por el mismo MacLean), se puede deducir que este está narrado en primera persona y es esta técnica la que permite que la audiencia comparta las emociones del autor.
Por ej.: «La ventana está clavada y entablada / A través de la cual vi el Oeste / Y mi amor está en la hoguera de Hallaig,/ Un abedul» (traducción literal).
El período en el que se desarrolla el poema es impreciso, debido a que MacLean usa diferentes tiempos para entremezclar el pasado y el presente. Según el análisis de la BBC,  «el abedul representa algo vivo pero también arraigado en la naturaleza y la historia del lugar.» 
«El amor de MacLean se compara tanto con un árbol como con una mujer o muchacha. Esto puede hacer referencia a su amor por el lugar y por su gente(…) o podría ser simplemente una referencia hacia la mujer que él ama y admira.»
«Es un abedul, un avellano, / Un joven serbal recto y fino» (traducción literal).
Por otro lado, MacLean establece una relación entre las personas y la naturaleza, al sugerir que éstos son sólo un ser. También relaciona las plantaciones de pino con paisajes artificiales:
«Esta no es la madera que yo amo» (traducción literal).
En el siguiente verso es posible empatizar con el sufrimiento del poeta al darse cuenta de que su gente está muerta y que la aldea que ellos dejaron está despoblada y vacía. Sin embargo, para él esto sigue siendo muy difícil de aceptar debido a su negacionismo sobre lo ocurrido.
«Ellos aún siguen en Hallaig... los muertos han sido vistos con vida». 